# Hardricourt
Hardricourt és un municipi francès, situat al departament d'Yvelines i a la regió de Illa de França. L'any 2007 tenia 1.978 habitants.
Forma part del Cantó de Les Mureaux, del districte de Rambouillet i de la Comunitat urbana Grand Paris Seine et Oise.

## Demografia

### Població
El 2007 la població de fet de Hardricourt era de 1.978 persones. Hi havia 792 famílies, de les quals 209 eren unipersonals (80 homes vivint sols i 129 dones vivint soles), 239 parelles sense fills, 295 parelles amb fills i 49 famílies monoparentals amb fills.
La població ha evolucionat segons el següent gràfic:
Habitants censats

### Habitatges
El 2007 hi havia 866 habitatges, 798 eren l'habitatge principal de la família, 14 eren segones residències i 54 estaven desocupats. 665 eren cases i 186 eren apartaments. Dels 798 habitatges principals, 583 estaven ocupats pels seus propietaris, 206 estaven llogats i ocupats pels llogaters i 9 estaven cedits a títol gratuït; 31 tenien una cambra, 64 en tenien dues, 131 en tenien tres, 169 en tenien quatre i 402 en tenien cinc o més. 586 habitatges disposaven pel capbaix d'una plaça de pàrquing. A 387 habitatges hi havia un automòbil i a 326 n'hi havia dos o més.

### Piràmide de població
La piràmide de població per edats i sexe el 2009 era:
| Homes | Edats   | Dones |
| ----- | ------- | ----- |
| 0     | 95 o +  | 4     |
| 16    | 90 a 94 | 8     |
| 4     | 85 a 89 | 16    |
| 4     | 80 a 84 | 8     |
| 20    | 75 a 79 | 48    |
| 40    | 70 a 74 | 20    |
| 24    | 65 a 69 | 52    |
| 40    | 60 a 64 | 44    |
| 52    | 55 a 59 | 52    |
| 60    | 50 a 54 | 104   |
| 100   | 45 a 49 | 88    |
| 80    | 40 a 44 | 72    |
| 56    | 35 a 39 | 76    |
| 52    | 30 a 34 | 52    |
| 44    | 25 a 29 | 56    |
| 64    | 20 a 24 | 40    |
| 112   | 15 a 19 | 64    |
| 84    | 10 a 14 | 60    |
| 44    | 5 a 9   | 72    |
| 36    | 0 a 4   | 52    |

## Economia
El 2007 la població en edat de treballar era de 1.334 persones, 1.001 eren actives i 333 eren inactives. De les 1.001 persones actives 913 estaven ocupades (481 homes i 432 dones) i 88 estaven aturades (46 homes i 42 dones). De les 333 persones inactives 116 estaven jubilades, 138 estaven estudiant i 79 estaven classificades com a «altres inactius».

### Ingressos
El 2009 a Hardricourt hi havia 796 unitats fiscals que integraven 2.044,5 persones, la mediana anual d'ingressos fiscals per persona era de 24.023 €.

### Activitats econòmiques
Dels 188 establiments que hi havia el 2007, 2 eren d'empreses extractives, 4 d'empreses alimentàries, 1 d'una empresa de fabricació de material elèctric, 2 d'empreses de fabricació d'elements pel transport, 5 d'empreses de fabricació d'altres productes industrials, 34 d'empreses de construcció, 39 d'empreses de comerç i reparació d'automòbils, 8 d'empreses de transport, 10 d'empreses d'hostatgeria i restauració, 3 d'empreses d'informació i comunicació, 6 d'empreses financeres, 6 d'empreses immobiliàries, 27 d'empreses de serveis, 24 d'entitats de l'administració pública i 17 d'empreses classificades com a «altres activitats de serveis».
Dels 53 establiments de servei als particulars que hi havia el 2009, 1 era una funerària, 5 tallers de reparació d'automòbils i de material agrícola, 1 taller d'inspecció tècnica de vehicles, 1 autoescola, 13 paletes, 1 guixaire pintor, 4 fusteries, 4 lampisteries, 10 empreses de construcció, 3 perruqueries, 2 veterinaris, 3 restaurants, 3 agències immobiliàries i 2 tintoreries.
Dels 9 establiments comercials que hi havia el 2009, 2 eren supermercats, 1 un supermercat, 1 una botiga de menys de 120 m², 4 botigues de roba i 1 una botiga de material de revestiment de parets i terra.

## Equipaments sanitaris i escolars
L'únic equipament sanitari que hi havia el 2009 era una farmàcia.

## Poblacions més properes
El següent diagrama mostra les poblacions més properes.